# Ferruginol
Ferruginol con fórmula química C20H30O, es un fenol natural y un meroterpeno (un compuesto químico que contiene una subestructura terpenoide) que ha sido aislado a partir de las agujas de los secoya Sequoia sempervirens. La parte terpenoide es un diterpeno de la clase química del abietano.
La investigación publicada en 2005 encontró que esto+e y otro compuesto de la clase Sequoia tiene propiedades antitumorales, y mostró in vitro la reducción del tumor de colon humano, de mama, y en el pulmón y la reducción de los oncogenes de células transformadas también. La actividad específica de inhibición del crecimiento (GI) de tumor es de 2-5 microgramos / mililitro.
Ferruginol también se ha encontrado que tiene actividad antibacteriana. Efectos gastroprotectores de ferruginol también se han observado.